# Blapsidotes vicinus
Blapsidotes vicinus är en stekelart som först beskrevs av Johann Ludwig Christian Gravenhorst 1829.  Blapsidotes vicinus ingår i släktet Blapsidotes och familjen brokparasitsteklar. Arten är reproducerande i Sverige. Inga underarter finns listade.